# Victor Vũ
Vũ Quốc Việt, thường được biết đến với nghệ danh Victor Vũ (sinh ngày 25 tháng 11 năm 1975), là một nam nhà làm phim người Mỹ gốc Việt. Anh được đánh giá là một trong những nhà làm phim xuất sắc nhất của điện ảnh Việt Nam trong thế hệ của mình nhờ phong cách kể chuyện độc đáo.

## Tiểu sử và sự nghiệp
Năm 1975, cha mẹ của Victor Vũ đã vượt biên từ Việt Nam sang Mỹ trước khi Việt Nam Cộng hòa sụp đổ. Sau này Victor được sinh ra và lớn lên ở thành phố Bắc Hollywood, Los Angeles, California, Hoa Kỳ. Anh đã có bằng cử nhân tại Đại học Loyola Marymount University. Bộ phim đầu tiên của Victor đạo diễn là phim ngắn năm 1997 mang tên Firecracker, anh cũng đạo diễn các bộ phim hài Chuyện tình xa xứ, Cô dâu đại chiến, phim cổ trang võ thuật Thiên mệnh anh hùng, phim kinh dị Oan hồn, bộ phim bi kịch Buổi sáng đầu năm, bộ phim kinh dị tâm lý Giao lộ định mệnh và bộ phim kinh dị hồi hộp Scandal: Bí mật thảm đỏ.

## Tranh cãi
Nghi án "đạo" phim của Giao lộ định mệnh đã gây xôn xao trên mặt báo suốt thời gian dài. Victor Vũ thừa nhận anh rùng mình khi xem xong Shattered của đạo diễn Hollywood Wolfgang Petersen thực hiện năm 1991, cho rằng tác phẩm này và Giao lộ định mệnh của anh có quá nhiều điểm giống nhau là do sự tình cờ. Tuy nhiên, trước những thông tin xoay quanh việc Giao lộ định mệnh đạo ý tưởng kịch bản từ bộ phim Shattered của Mỹ, chiều 4/3/2011, Hội đồng giám khảo phim truyện nhựa đã cùng xem lại và đối chiếu hai bản phim. Sau khi xem xét, Hội điện ảnh Việt Nam đã quyết định loại bộ phim của Victor ra khỏi danh sách các phim truyện nhựa tranh giải tại Cánh Diều Vàng 2011. Hầu hết các ý kiến đều cho rằng hai tác phẩm có quá nhiều điểm giống nhau một cách khó hiểu từ nội dung câu chuyện, nhân vật cho đến góc máy quay. Tất cả đều đồng tình bộ phim Giao lộ định mệnh giống đến 70% Shattered. Ông Lê Ngọc Minh - Cục trưởng Cục điện ảnh - cho biết, cuộc họp giữa Cục và Ban chấp hành Hội điện ảnh đã nghiêm túc xem xét, đối chiếu hai bộ phim Shattered và Giao lộ định mệnh. Theo đó, bộ phim Giao lộ định mệnh sản xuất năm 2010 ở Việt Nam có quá nhiều chi tiết trùng lặp một cách khó tin với bộ phim Shattered sản xuất năm 1991 ở Mỹ.

## Nhận xét
Về bộ phim Giao lộ định mệnh:
- Đạo diễn Bá Vũ, VTC News: "Tôi xem khá nhiều các bộ phim nước ngoài và chưa từng thấy một trường hợp nào mà giống nhau y chang như Giao lộ định mệnh và Shattered. Mà nếu có giống đi chăng nữa thì cũng phải ghi rõ là remake (làm lại) hay lấy cảm hứng, phóng tác từ tác phẩm cũ (đương nhiên phải bàn đến vấn đề bản quyền). Còn đằng này Victor Vũ cho rằng kịch bản do anh ấy sáng tác độc lập chứ chưa hề xem qua Shattered. Tôi cũng khẳng định là không thể xảy ra chuyện giống nhau trùng hợp giữa 2 bộ phim một Hollywood – một Việt Nam như thế. Trên cương vị một đồng nghiệp tôi không dám bình phẩm điều này là sai hay đúng, hay – dở nhưng sự việc này cũng khó có thể gọi là... tai nạn. Còn nếu xét trên cương vị là một khán giả thì tôi cảm thấy shock, phẫn nộ vì đơn giản khi tôi bỏ tiền ra mua vé xem phim tôi muốn thưởng thức một cái mới mẻ chứ không phải là xem một bản sao như thế!".[7]
- Nhà biên kịch, nhà báo Đoàn Minh Tuấn, VietNamNet: "Trong thế giới điện ảnh, có nhiều bộ phim được nhà sản xuất mua ý tưởng, cốt truyện... để làm lại (remake). Chẳng hạn người Mỹ từng mua Và thượng đế đã tạo ra đàn bà của Pháp, Vô gian đạo của Hồng Kông, Oldboy của Hàn Quốc... Tại sao họ mua lại? Họ làm lại cho phù hợp với điện ảnh Mỹ, phong cách Mỹ, tính cách người Mỹ... Đương nhiên bản quyền được tôn trọng. Và việc mua bán này được công khai cho dư luận biết. Còn chuyện "xào xáo" đạo phim là một sự thật rất đau đớn của người Việt chúng ta, dù đó là người Mỹ gốc Việt như Victor Vũ. Nghệ thuật là một lĩnh vực đòi hỏi sự sáng tạo. Nếu anh không có khả năng này thì không nên làm nghệ thuật. Người Việt chúng ta có câu "mặt trơ trán bóng" để chỉ trường hợp này. Tôi nghĩ, nhà sản xuất và tác giả Giao lộ định mệnh thiếu lòng tự trọng. Bạn có cảm giác đi chơi với thằng ăn cắp bao giờ chưa?".[8]

Về tổng thể:
- Nguyên Minh, VnExpress:..."Mỗi bộ phim mới của Victor Vũ đều cho thấy sự "lên tay" của anh và cái tâm của một đạo diễn muốn hướng người xem lên một tầm cao hơn. Vẫn là những bộ phim có tính giải trí cao, có đủ những thứ hấp dẫn trên màn ảnh, từ diễn viên - trang phục - bối cảnh - âm nhạc nhưng phải có thông điệp rõ ràng và đi đến tận cùng cảm xúc chứ không được rẽ vào lối mòn làm phim qua loa, nửa vời, đẩy mạnh PR để moi tiền khán giả "bình dân" như tư duy của nhiều đạo diễn bây giờ. Chính những chuẩn mực làm nghề đó đã tạo nên thương hiệu của Victor Vũ - đạo diễn của "những bộ phim siêu thị" (một khái niệm hóm hỉnh mà vị đạo diễn này đã đưa ra trong Scandal)".[9]

## Đời tư
Ngày 4 tháng 10 năm 2015, Victor Vũ tổ chức lễ ăn hỏi cùng diễn viên Ngọc Diệp, cả hai sau đó làm đám cưới vào tháng 3 năm 2016 và có hai người con.

## Sự nghiệp

### Đạo diễn
| Năm  | Tựa phim                       | Ghi chú          |
| ---- | ------------------------------ | ---------------- |
| 1997 | Firecracker                    | Phim ngắn        |
| 2003 | Buổi sáng đầu năm              |                  |
| 2004 | Oan hồn                        |                  |
| 2009 | Chuyện tình xa xứ              |                  |
| 2010 | Giao lộ định mệnh              |                  |
| 2011 | Cô dâu đại chiến               |                  |
| 2012 | Thiên mệnh anh hùng            |                  |
| 2012 | Scandal: Bí mật thảm đỏ        |                  |
| 2013 | Mệnh lệnh liên hoàn            |                  |
| 2014 | Cô dâu đại chiến 2             |                  |
| 2014 | Quả tim máu                    |                  |
| 2014 | Scandal: Hào quang trở lại     |                  |
| 2015 | Tôi thấy hoa vàng trên cỏ xanh |                  |
| 2017 | Lôi Báo                        |                  |
| 2018 | Người bất tử                   |                  |
| 2019 | Mắt biếc                       |                  |
| 2021 | Thiên thần hộ mệnh             |                  |
| 2022 | Trại hoa đỏ                    | Phim truyền hình |
| 2023 | Người vợ cuối cùng             |                  |
| 2025 | Thám tử Kiên: Kỳ án không đầu  |                  |

### Biên kịch
- Buổi sáng đầu năm
- Oan hồn
- Chuyện tình xa xứ
- Giao lộ định mệnh
- Cô dâu đại chiến
- Thiên mệnh anh hùng
- Scandal: Bí mật thảm đỏ
- Cô dâu đại chiến 2
- Quả tim máu
- Scandal: Hào quang trở lại
- Thiên thần hộ mệnh

### Sản xuất phim
- Buổi sáng đầu năm
- Oan hồn
- Chuyện tình xa xứ
- Giao lộ định mệnh

### Giải thưởng
- "Đạo diễn điện ảnh xuất sắc nhất" tại Giải Cánh diều 2012[13]
- "Đạo diễn xuất sắc phim truyện điện ảnh" tại  Liên hoan phim Việt Nam lần thứ 18 năm 2013 - phim Lửa Phật và Scandal: Bí mật thảm đỏ
- "Đạo diễn xuất sắc phim truyện điện ảnh" tại  Liên hoan phim Việt Nam lần thứ 19 năm 2015 - phim Tôi thấy hoa vàng trên cỏ xanh